# Протиударний щит

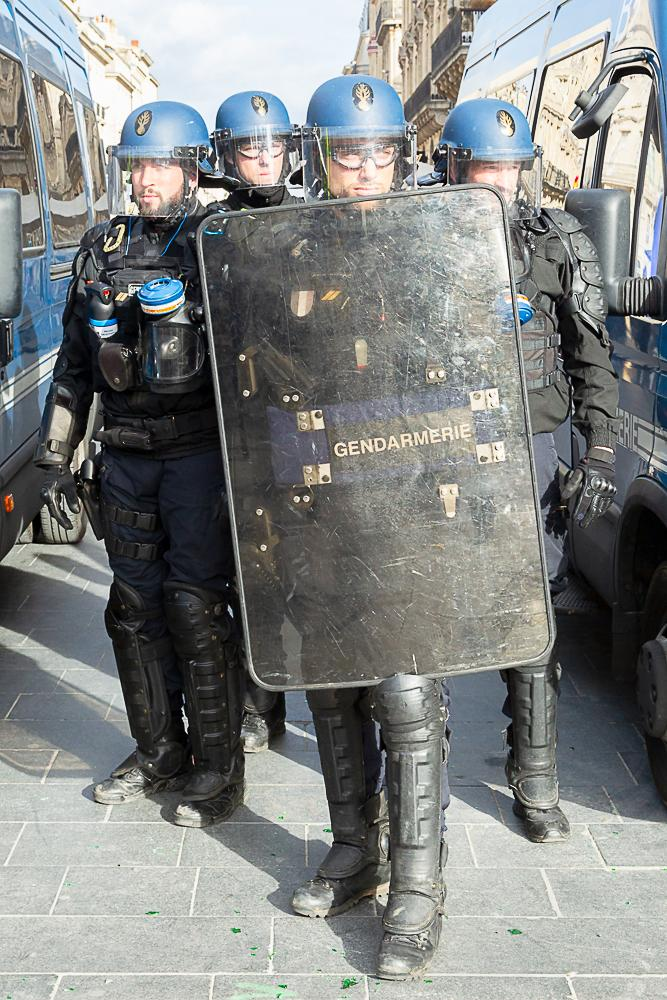
Бійці французької жандармерії, 2019 рік.

Поліцейський протиударний щит (англ. riot shield, досл. «щит проти заворушень») — легкий захисний пристрій, який зазвичай використовують при контролі масових заворушень працівники ряду силових структур (поліція, жандармерія, внутрішні війська, військова поліція, тюремна охорона, миротворчі сили ООН тощо). Поліцейські щити використовуються майже в кожній країні зі стандартизованою поліцією та виробляються багатьма компаніями.
Щити призначені для захисту користувача від ударів руками, ногами, холодною та імпровізованою зброєю, кинутих предметів (каміння, пляшок тощо), бризок горючих і хімічно активних речовин, а також плювання. Також щити застосовуються як зброя ближнього бою для відштовхування противника. «Стіна щитів» є ефективним і відносно безпечним для обох сторін конфлікту способом для запобігання прориву протестувальниками поліцейських шеренг або для відтіснення натовпу.
Захисту від вогнепальної зброї більшість протиударних щитів не забезпечують — у випадку, коли очікується опір з використанням такої зброї, натомість застосовуються балістичні щити.

## Дизайн і різновиди
Щити виготовляються з металу (зазвичай алюмінієвий сплав підвищеної міцності) або міцного пластику. Поширені повністю прозорі щити, виготовлені з полікарбонату завтовшки 4-6 мм. Непрозорі щити мають віконце, закрите прозорим пластиком, або просто ряди невеликих оглядових отворів, що дозволяє користувачам спостерігати за навколишнім оточенням і координувати свої дії. Переваги прозорого щиту очевидні, але непрозорий вигідний тим, що заворушники не бачать, чи тримає правоохоронець за щитом якусь зброю.
Поліцейські щити для використання під час масових заворушень вимагають компактної та мобільної конструкції. Зазвичай щити мають прямокутну або круглу форму. Круглі щити зазвичай мають діаметр близько 60 см. Довжина звичайного прямокутного щита складає 91–122 см, дозволяючи закрити людину середнього зросту від верхівки голови до колін; ширина — 50-60 см. Існують і набагато більші моделі шириною 60 см і більше ніж 180 см заввишки. Вага прямокутних щитів коливається від 2,7 до 6,5 кг, круглих — від 1,8 до 2,3 кг.
Як правило, поверхня щита пласка або трохи вигнута назовні, що дозволяє легше відбивати кинуті предмети. Але існують і щити, вигнуті всередину, якими зручніше притиснути противника до стіни для заковування його у наручники (англійською такий щит називається capture shield, «щит для захоплення»). Подібні щити використовуються, зокрема, у в'язницях при виведенні агресивного ув'язненого з камери.
До внутрішнього боку щита прикріплені за допомогою клею або люверсів ручки з металу або армованого пластику. Як правило, їх дві — щитоносець просовує руку через обидві ручки та береться за верхню долонею. Часто щит має додатковий захист у точці, де на нього спирається передпліччя, а також застібки-липучки для утримання щита на лікті. Деякі щити мають додаткову ручку внизу, за яку зручно триматися другою рукою, коли щит використовується для штовхання.
Також внутрішня сторона може мати відсік для зберігання кийка і іншої зброї нелетальної дії. При використанні щитів у темний час доби можуть бути застосовані спеціальні ліхтарі, які кріпляться зсередини щита і світять через оглядове віконце. Окрім функції освітлення, такий ліхтар може за необхідності використовуватися для засліплення і дезорієнтації нападника (для посилення цього ефекту ліхтар може мати режим стробоскопа).
Деякі моделі сконструйовані таким чином, щоб у строю щит можна було з'єднати з обох боків зі щитами сусідів, утворюючи ефективнішу «стіну щитів».
При виготовленні щитів також враховується безпека для учасників заворушень — щит повинен мати закруглені краї, а звернені назовні головки болтів мають бути прикриті захисними гумовими накладками, щоб мінімізувати шкоду для людини, яку вдарять таким щитом.
Було здійснено кілька спроб покращення ефективності поліцейських щитів за допомогою технічних пристроїв. З кінця 1980-х років існують електричні щити, призначені для несмертельного ураження електричним струмом людини, з якою контактує зовнішня поверхня щита. Зовні на полікарбонатному щиті прикріплена металева смуга, через яку подається розряд за допомогою кнопки на боці щитоносця. Серед іншого, подібні щити можуть застосовуватися при захисті від агресивних тварин. Слід враховувати, що використання електричного щита може бути смертельно небезпечним для особи, до якої він застосований. Наприкінці 1990-х в американських в'язницях було поставлено на озброєння увігнуті щити з таким електрошокером, але було відзначено випадки зловживання, через які щит фактично перетворюється на знаряддя катування.
У 2011 році компанія Raytheon запатентувала акустичний щит, що випромінює «низькочастотний звук, який резонує з дихальними шляхами, ускладнюючи дихання». В 2018 щити з аналогічною системою, названою «Шёпот», поступили на озброєння росгвардії. Наскільки ефективними є такі пристрої, невідомо.

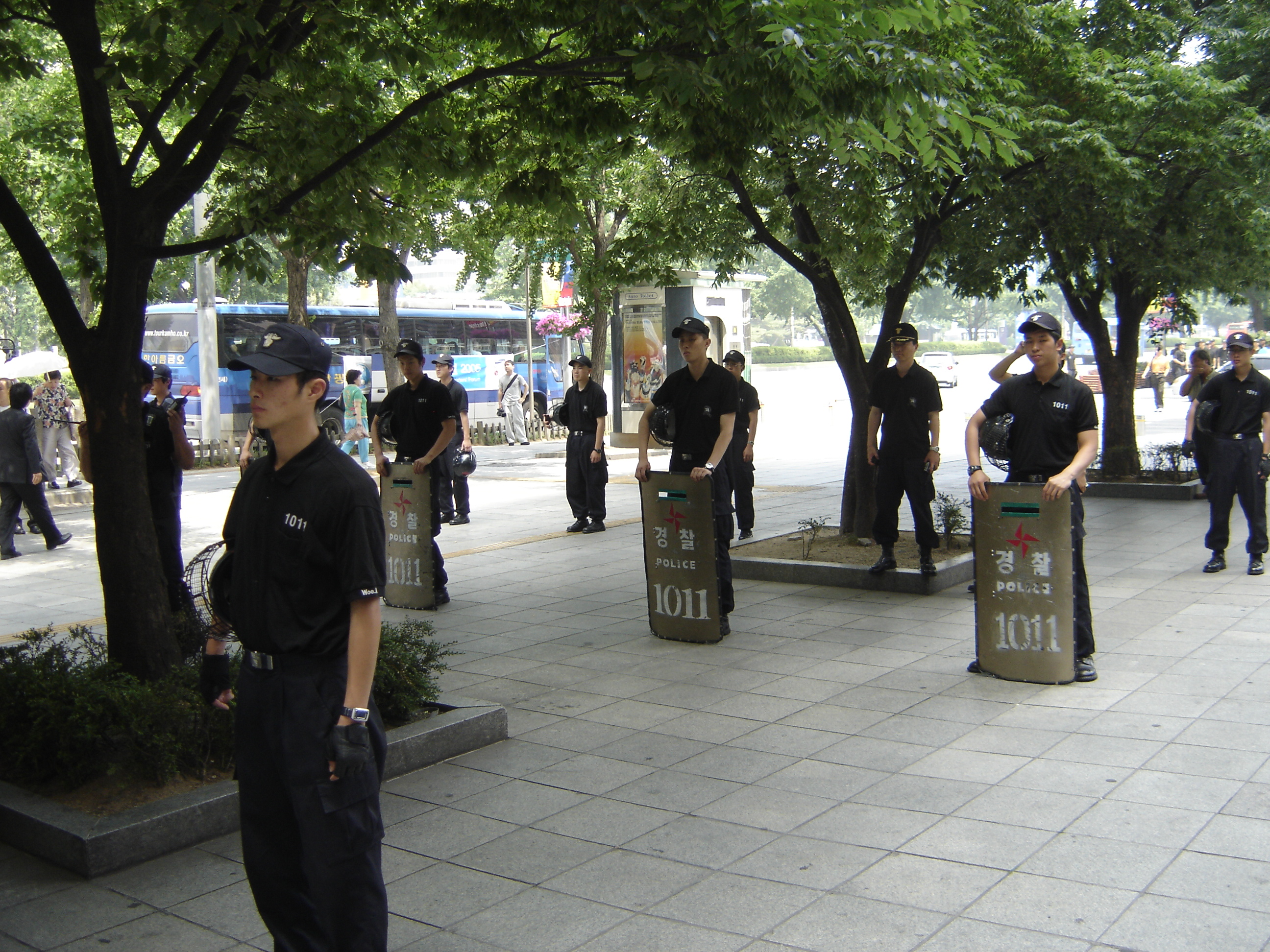
Поліція Сеула і її металеві щити з пластиковим віконцем, 2005.
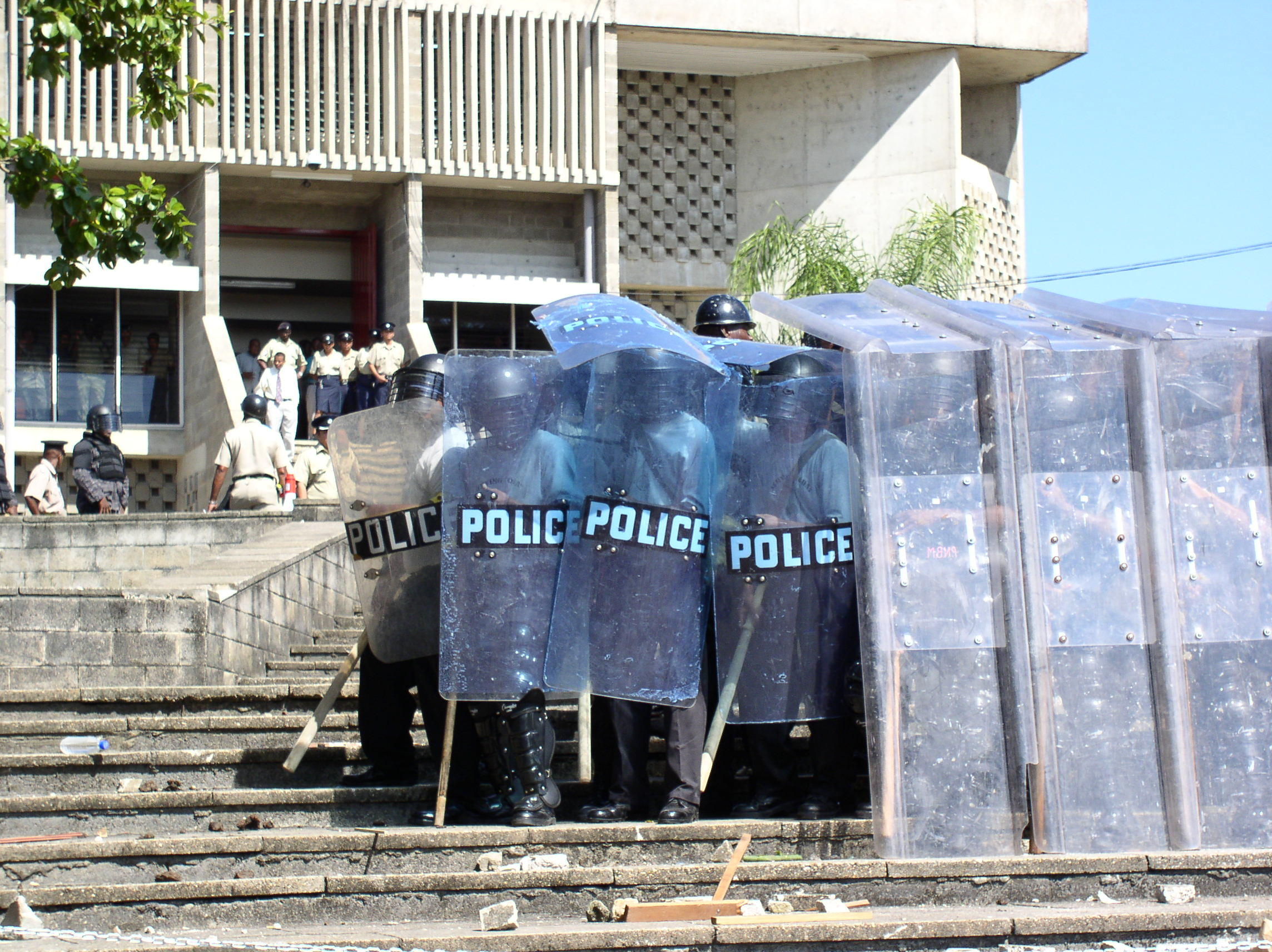
Белізькі поліцейські, під час протестів вишикувані «черепахою» з двома типами прозорих прямокутних щитів, 2005.
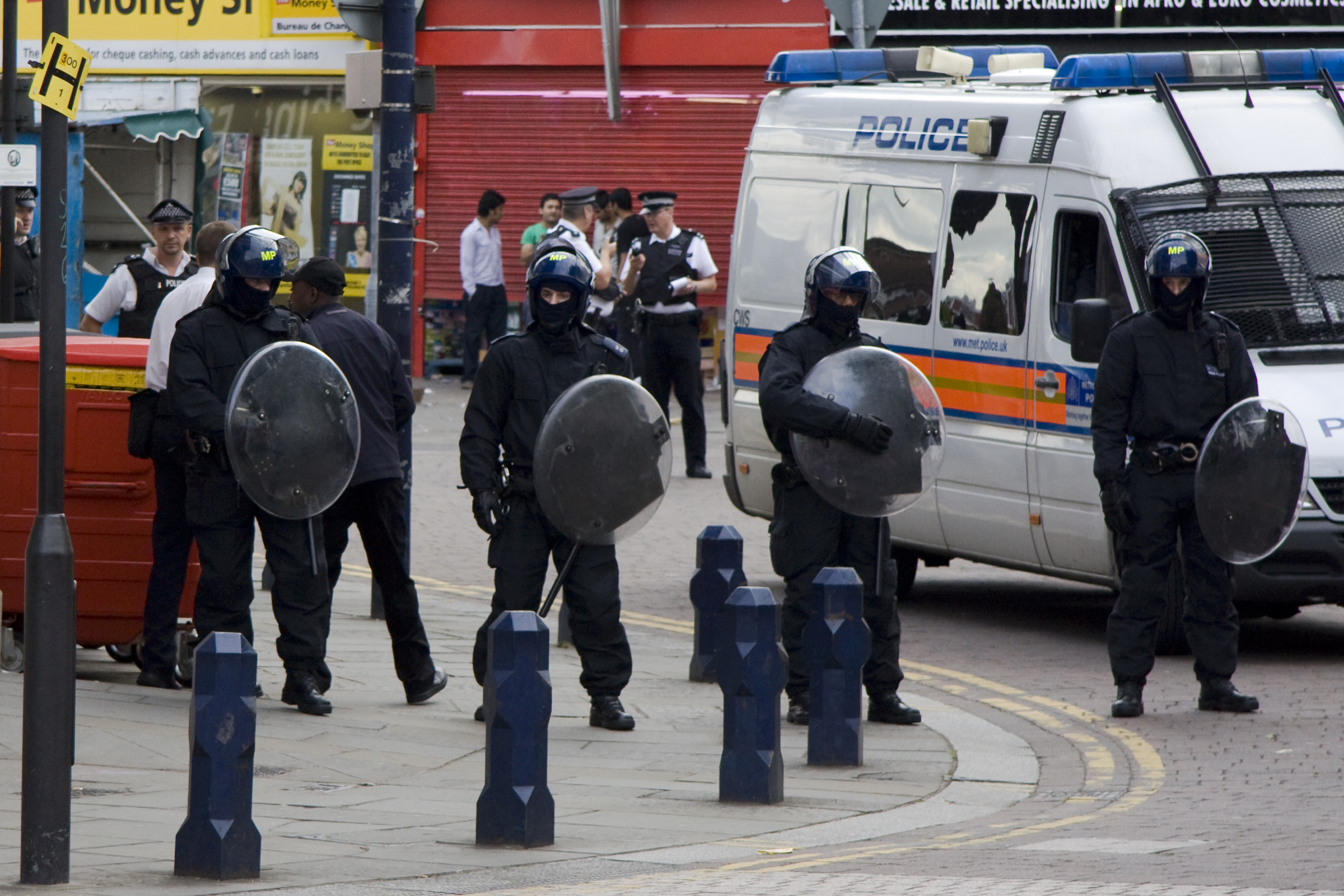
Британські полісмени з круглими прозорими щитами, 2011.
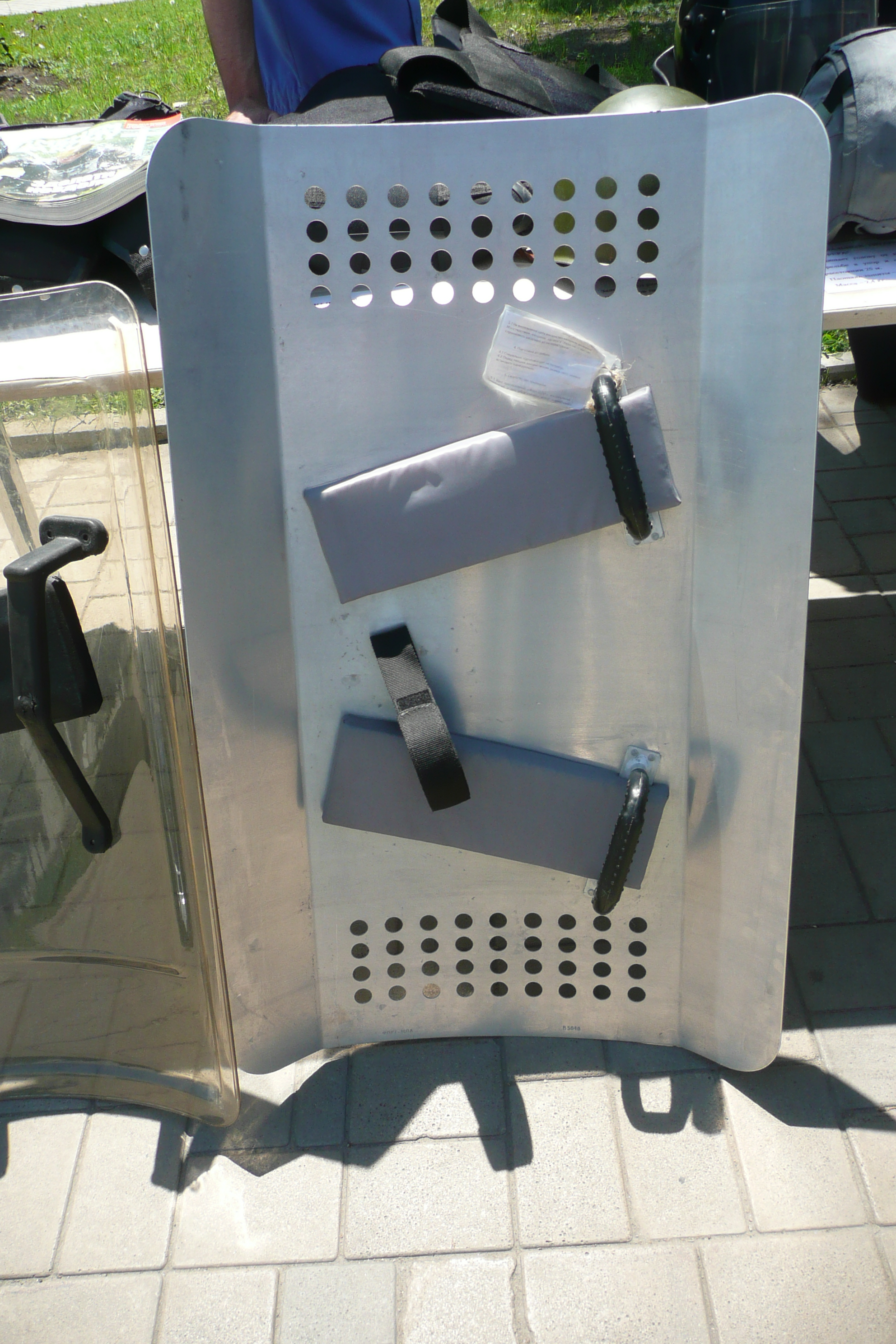
Повністю металевий щит української міліції, 2011.

## Застосування
Основна роль захисних щитів полягає в тому, щоб захистити користувача від ударів і кидання предметів. Як правило, щит використовують разом з кийком. В разі необхідності щити використовуються для штовхання противника, а у випадках особливо жорстких сутичок використовуються і удари кутами чи краями щита. Існують спеціально розроблені прийоми для затискання краєм щита голови чи ніг супротивника, також використовується затискання нижнім краєм щита пальців заворушника, що спробував відібрати щит, схопивши його знизу.
Шеренга щитоносців здатна утворити стіну щитів, ефективно заважаючи заворушникам прорватися через поліцейське очеплення. В разі кидання заворушниками каміння і інших небезпечних предметів може застосовуватися відомий ще з античних часів бойовий порядок «черепаха», коли частина щитів формує над шеренгами поліцейських захисний «дах». Використовується стрільба з-під прикриття стіни щитів (щитотримач опускається на коліно, а стрілець, впершись коліном в його спину, розташовує ствол зброї на верхньому краю щита).
При використанні у такому строю щити застосовуються і для затримання окремих протестувальників — для цього група з кількох поліцейських зі щитами виходить через проміжок у «стіні», який після їх виходу закривається. У випадку затримання кілька правоохоронців використовують щити для прикриття групи і для затискання ними затримуваного, а один чи двоє без щитів надівають на ціль наручники, після чого група повертається за «стіну». Аналогічним образом здійснюється евакуація персоналу, який знаходиться в небезпеці або інших осіб, до яких натовп недоброзичливо налаштований — наприклад, коли на футбольних матчах агресивні вболівальники іноді починають кидати пляшками і тому подібними предметами в суддів або гравців, діями яких невдоволені.
Слід зазначити, що хоча щити самі по собі забезпечують ефективний захист, саме їхнє використання може спонукати людей почати кидати предмети у поліцію, оскільки в такому разі вони можуть відкинути побоювання дійсно завдати поліцейским серйозних поранень. Помічено, що протестувальники часто кидають предмети, цілячись саме у щити, а не в самих поліцейських.
Крім застосування у силових структурах, аналогічні щити застосовуються для самозахисту при роботі з тваринами. Наприклад, їх використовують доглядачі зоопарків та представники служб контролю за тваринами при необхідності зайти до вольєру, щоб погодувати чи перевірити агресивних або стривожених тварин.

## Історія

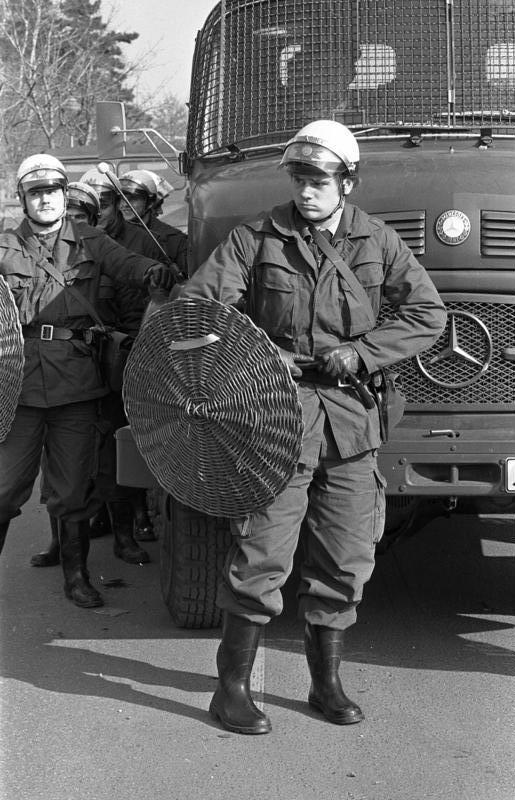
Un policier en uniforme, casqué, tenant un bouclier sur son bras droit. Un camion et plusieurs policiers à l'arrière-plan.

Сталеві захисні щити для поліціянтів були розроблені Робертом Гледстоном у 1914 році для поліції Великого Манчестера, але широкого вжитку цей пристрій не отримав.
Після Другої світової війни численні громадянські рухи протесту в 1950-х, 1960-х і 1970-х роках спонукали владу країн, які переживали кризу, розробити метод стримування демонстрацій, який був би ефективним без надмірного насильства.
Національна поліція Франції вперше випробувала поліцейські щити під час травневих демонстрацій 1968 року. У Квебеку перші щити почали використовувати під час демонстрації робітників у 1972 році в Мон-Лорьє.
В США щити вперше вирішила взяти на озброєння поліція Ньюарку після заворушень в 1967 році, внаслідок яких кілька офіцерів отримали травми від кинутого каміння. Інші міста врахували досвід Ньюарку, і вигода щитів для боротьби з масовими заворушеннями скоро стала очевидною після бунту у Козі (Окінава) 1970 року, коли американські військові використали їх проти повсталих громадян Японії.
Федерація поліції Англії та Уельсу почала лобіювати введення захисних щитів після масових заворушень на карнавалі в Ноттінг-Гіллі у 1976 році, під час яких багато поліцейських було поранено камінням, цеглою та пляшками. На той час британські війська вже використовували щити під час надзвичайної ситуації на Кіпрі в 1950-х роках  та у Північній Ірландії принаймні з 1969 року. В Англії щити вперше були використані під час «битви при Льюішемі» 1977 року. Хоча столична поліцейська служба розробила щити лише як оборонне знаряддя, багатьох протестувальників поліціянти тоді навмисно побили щитами.
Італійська поліція запровадила щити під час студентських демонстрацій 1977 року, іспанська — у 1978 під час заворушень прихильників ультраправої партії Fuerza Nueva. Китайська поліція використала щити 1989 році під час протестів на площі Тяньаньмень.
У 1980-х і 1990-х роках поліцейські щити поступово закріпилися в інших країнах з організованою поліцією. З кінця 1990-х років збільшилася кількість прозорих захисних екранів з полікарбонату, який забезпечує кращий захист і легший за дюралюміній, що до того був основним матеріалом для щитів.

## Найвідоміші виробники
- Civil Defence Supply (Armadillo Riot Shields)
- Defenshield
- EDI USA (Executive Defense International)
- Lamperd Less Lethal
- Mehler
- Nova Security Group
- Paulson
- Point Blank Enterprises / PACA Corrections
- The Safariland Group
- Security Pro USA